# ガッサーン・マスウード

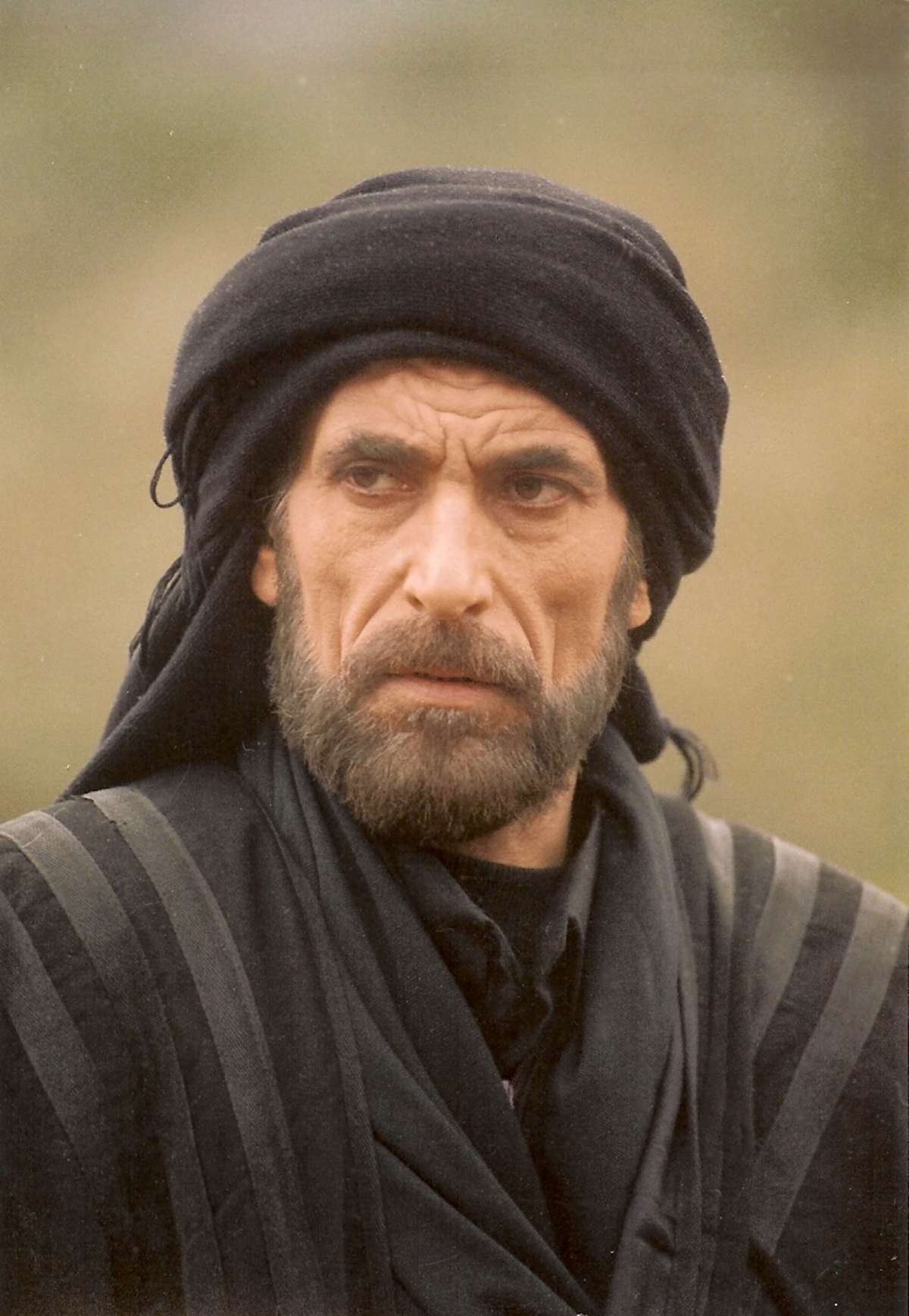
Ghassan Massoud（ガッサーン・マスウード）

ガッサーン・マスウード（アラビア語：غَسَّان مَسْعُود, 転写：Ghassān Masʿūd, 本人公式英字表記：Ghassan Massoud、1958年9月20日 - ）はシリア出身の舞台・映画・テレビドラマ俳優。
アラブ・イスラーム大河ドラマでは重要人物を演じることが多く、これまでに武将、宰相、カリフ、イマームなどの役を担当した。

## 名前
ガッサーン（意味：若さの盛り、満ち溢れる若々しさ、心・心臓の最奥）がファーストネーム、マスウード（意味：幸福な、幸せな）がラストネーム。
日本では読み間違いから「ハッサン・マスード」と表記されていることが一般的。
なお英語風発音は「ガッサン・マスード」など。

## プロフィール
地中海沿岸タルトゥース県の村落部 فَجْلِيت（Fajlīt, ファジュリート）生まれ。
大学時代に舞台演劇俳優としてのキャリアをスタート。テレビ・映画界にも進出し、シリアに限らずアラブ諸国、そして海外作品にも出演している。
俳優業のほか、舞台演劇アカデミーにおける講師経験も有する。
既婚。夫人との間に二子。息子は映像作品監督・俳優のアッ＝サディール・マスウード（アラビア語：اَلسَّدِير مَسْعُود, 転写：al-Sadīr Masʿūd, 本人公式英字表記：Al Sadeer Massoud）。娘は作家のロータス・マスウード（アラビア語：لُوتَس مَسْعُود, 転写：Lōtas Masʿūd, 本人公式英字表記：Lotus Massoud）。

## 主な出演作

### テレビ大河ドラマ
- صلاح الدين الأيوبي（サラーフッディーン・アル＝アイユービー、2001年放映、シリア制作）- アル＝カーディー・アル＝ファーディル 役[3]
- صقر قريش（サクル・クライシュ、題名訳：クライシュの鷹、2002年放映、シリア・モロッコ制作）- الصميل بن حاتم（アッ＝スマイル・イブン・ハーティム）役[3][4]
- الحجاج（アル＝ハッジャージュ、2003年放映、ヨルダン制作）- アブドゥッラー・イブン・アッ＝ズバイル 役[5]
- الظاهر بيبرس（アッ＝ザーヒル・バイバルス、2005年放映、シリア制作）- ナジュムッディーン・アイユーブ（アル＝マリク・アッ＝サーリフ）役[6][7]
- أبناء الرشيد الأمين والمأمون（アブナー・アッ＝ラシード・アル＝アミーン・ワ・アル＝マアムーン、題名訳：アッ＝ラシードの息子たち アル＝アミーンとアル＝マアムーン）- シーア派第8代イマーム アリー・イブン・ムーサー・アッ＝リダー 役[8][9]
- رايات الحق（ラーヤート・アル＝ハック、題名訳：真理の旗印、2010年放映、シリア制作）- アブー・ウバイダ・イブン・アル＝ジャッラーフ 役[10][11]
- عمر（ウマル、2012年放映、サウジアラビア・モロッコ・シリア制作）- アブー・バクル 役[6][12]

### 映画
- キングダム・オブ・ヘブン（2005年公開）- サラディン 役
- イラク -狼の谷-（2006年公開、トルコ制作）- 導師ケルクーキ 役
- エクソダス:神と王（2014年公開）- 大宰相 役
- ゲティ家の身代金（2017年公開）- アラブ人富豪 役
- 女王トミュリス 史上最強の戦士（2018年、カザフスタン制作）- キュロス大王 役